# 涧塘站
涧塘站位于中华人民共和国湖南省长沙市岳麓区桐梓坡路与玉兰路交叉口地下，是长沙地铁6号线的地铁车站，2022年6月28日开通。

## 车站周边
- 西二环
- 桐梓坡西路
- 阳明小学
- 河西望城坡商贸城